# Armandus Janssens
Armandus Janssens (Mechelen, 13 maart 1849 - Puurs, 16 april 1902) was een Belgische geneesheer en politicus van katholieke strekking. 
Janssens was de zoon van Henricus Janssens en Maria Van Linthout, na zijn studies geneeskunde vestigde hij zich in Puurs. Hij huwde er met de dochter van het gemeenteraadslid, provincieraadslid en geneesheer Emeric Luytgaerens (1819-1881).

## Bestendig afgevaardigde
Janssens werd na de dood van zijn schoonvader zelf lid van de Puurse gemeenteraad om in 1885 lid te worden van de provincieraad. In 1890 werd hij bestendig afgevaardigde van de provincie Antwerpen, landbouw werd er zijn belangrijkste bevoegdheid. In die hoedanigheid oefende hij tal van bestuursfuncties uit in landbouwmiddens. Beroepshalve was hij voorzitter van de Provinciale School voor Vroedvrouwen.